# Ferdinand d'Alvensleben
Pour les articles homonymes, voir Alvensleben.

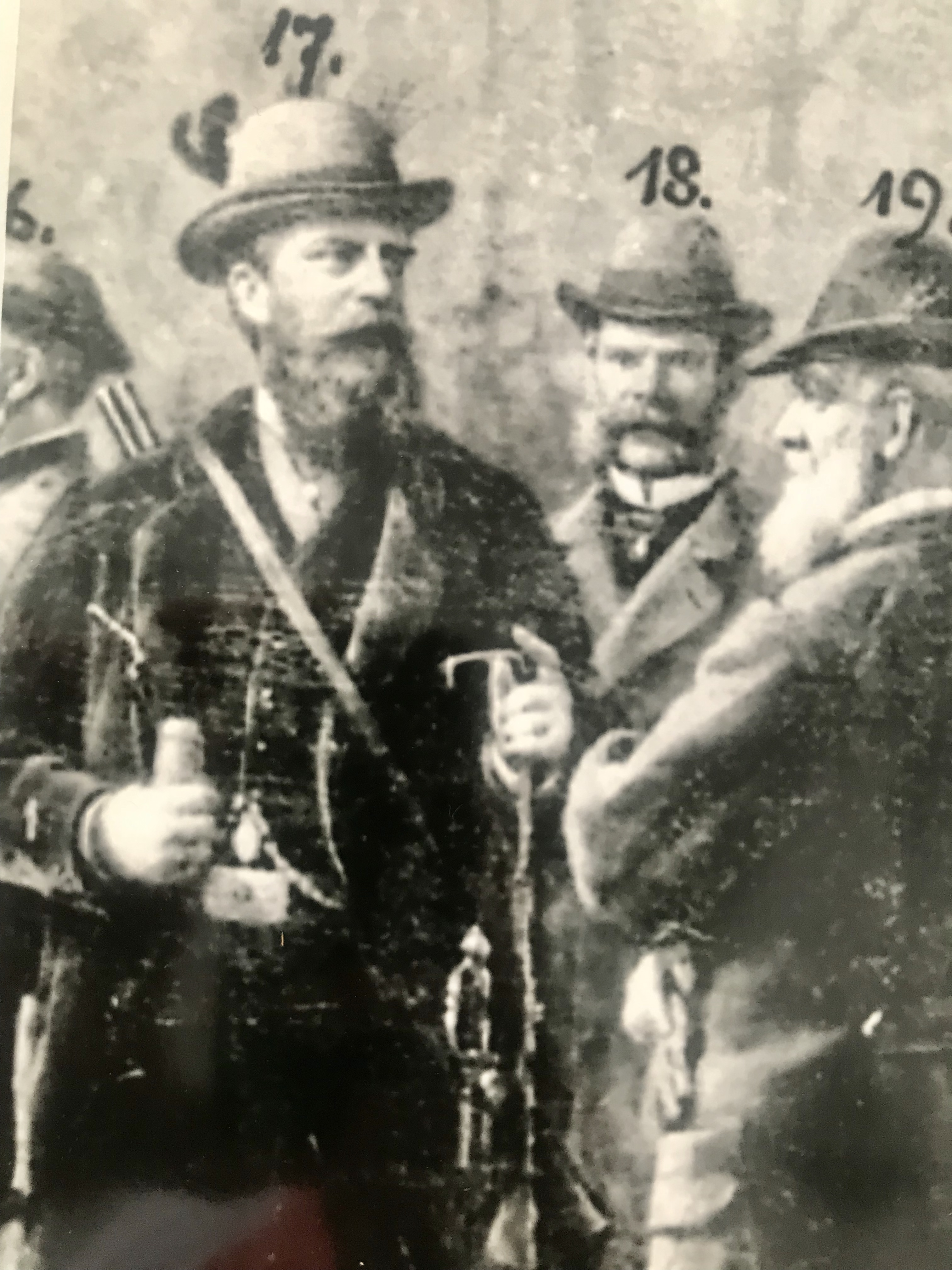
Le comte Ferdinand d'Alvensleben (19) et le prince héritier prussien Frédéric de Prusse (17) – au centre : Fedor von Rauch (18) ; Légende de Conrad Freyberg, Chasse à courre à Letzlingen, peinture à l'huile, 1881

Ferdinand comte d'Alvensleben (né le 23 janvier 1803 au château de Gardelegen (de) (Isenschnibbe) et mort le 11 juillet 1889 au château d'Erxleben) est propriétaire terrien et député de la chambre des seigneurs de Prusse.

## Biographie
Ferdinand von Alvensleben est issu de la famille noble von Alvensleben. Il est le fils cadet de Valentin Joachim von Alvensleben (1752–1827) et de Dorothea Schenk von Flechtingen (1769–1850), il étudie à l'école de l'abbaye Notre-Dame de Magdebourg, puis l'académie forestière et de chasse (de) de Dreißigacker près de Meiningen. En 1822, il se porte volontaire pour ce qui deviendra plus tard le bataillon de tirailleurs de la Garde (de), devient officier dans le régiment de cuirassiers de la Garde en 1823 et reprend la gestion de ses domaines d'Erxleben I et d'Eimersleben en 1827 abandonnés après la mort de son père.
Par arrêté ministériel du 15 octobre 1840, il reçoit le titre de comte, qui est lié à la propriété indivise des biens d'Erxleben I et d'Eimersleben. Lors de la présentation de l'ancienne propriété fortifiée de l'Altmark, il est nommé à vie à la chambre des seigneurs de Prusse le 16 décembre 1854. En 1879, il est nommé conseiller privé secret avec le titre "Excellence". Il est chevalier d'honneur de l'Ordre de Saint-Jean.
De son mariage avec Pauline von der Schulenburg (1810-1882) de la branche de Priemern, naît neuf enfants, dont l'administrateur de l'arrondissement de Neuhaldensleben Frédéric-Joachim d'Alvensleben (1833-1912), l'ambassadeur Friedrich Johann von Alvensleben (1836-1913) et l'abbesse de l'abbaye d'Heiligengrabe Marguerite d'Alvensleben (de) (1840-1899).